# Cyrwena jabyłka
Cyrwena jabyłka (bułg. Цървена ябълка) – wieś w Bułgarii, w obwodzie Kiustendił, w gminie Kiustendił. Według danych szacunkowych Ujednoliconego Systemu Ewidencji Ludności oraz Usług Administracyjnych dla Ludności, 15 września 2022 roku miejscowość liczyła 10 mieszkańców.